# أوغست دو بوارنيه
أوغست دو بوارنيه (بالبرتغالية: Augusto de Beauharnais‏) (9 ديسمبر 1810 -28 مارس 1835) هو قرين ماريا الثانية ملكة البرتغال الأول لم يصبح ملكاً على عكس زوجها الثاني الأمير فرديناند من ساكس كوبرغ وغوتا الذي سمي بملك بعد عام من زواجهما بعد إنجاب طفلهما الأول بيدرو الذي أصبح ولي عهد البرتغال وأعطي له الألقاب الوراثة من أمير الملكي للبرتغال ودوق براغانزا وأمير بيرا.
هو ابن يوجين دو بوارنيه حاكم إيطاليا ودوق ليوتشتينيرغ ابن الإمبراطورة جوزفين زوجة نابليون الأول الذي تبناه كابنها، ووالدته هي الأميرة أوغوستا أماليا لودوفيكا جورجيا من بافاريا ابنة ماكسيمليان الأول من بافاريا، توفى بعد شهرين من زواجهما ليس له أطفال، كانت شقيقتها أميلي متزوجة من حماه الإمبراطور بيدرو الأول من البرازيل.